# Bepea tranquillalis
Bepea tranquillalis là một loài bướm đêm trong họ Crambidae.